# Хрушево
Хрушево (словен. Hruševo) је насељено место у општини Доброва–Полхов Градец, Средњесловенска регија, Словенија.

## Историја
До територијалне реорганизације у Словенији било је у саставу града Љубљане, односно старе општине Вич–Рудник.

## Становништво
У попису становништва из 2011. године, Хрушево је имало 452 становника.
| Број становника према пописима | Број становника према пописима | Број становника према пописима |
| ------------------------------ | ------------------------------ | ------------------------------ |
| 1991                           | 2002                           | 2011                           |
| 211                            | 371                            | 452                            |

Напомена: Године 2008. извршена је мања размена територије између насеља Храстенице и Хрушево.

## Галерија
- пејзаж
- река Градашчица у свом току код Хрушева